# Harry Buck
Harry Buck (Liverpool, 1884 – Liverpool, 13 febbraio 1964) è stato un calciatore inglese, di ruolo attaccante.

## Carriera

### Nazionale
Venne convocato nella Nazionale britannica che disputò i Giochi olimpici del 1920 ma non disputò neanche una partita.